# Peter Tetteroo (journalist)
Peter Tetteroo (1953) is een Nederlands televisiejournalist en filmmaker. Op zijn cv staan onder meer ruim twintig dienstjaren bij onder meer Brandpunt, Netwerk, Profiel en EénVandaag.
Tetteroo volgde zijn middelbareschoolopleiding aan het Sint Stanislas College in Delft. Als filmmaker kreeg hij een Emmy Award voor de documentaire Welcome to North Korea, die hij maakte samen met cameraman Pieter Groeneveld en Aziëkenner Raymond Feddema.